# Giovanni Sansone

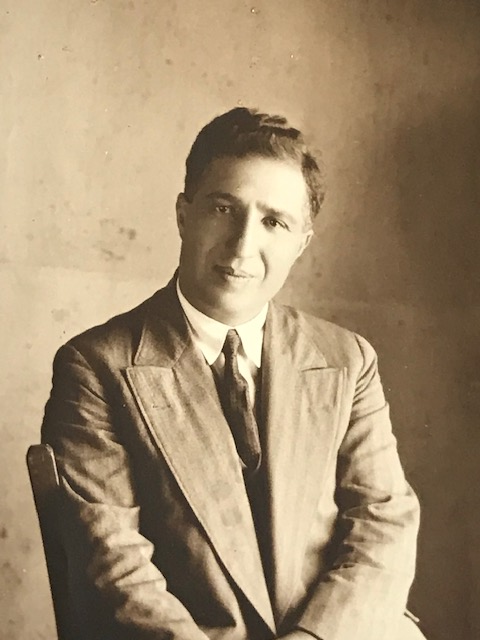
Giovanni Sansone

Giovanni Sansone (* 24. Mai 1888 in Porto Empedocle; † 13. Oktober 1979 in Florenz) war ein italienischer Mathematiker, der sich mit Analysis befasste.

## Leben
Sansone studierte 1906 bis 1910 an der Scuola Normale Superiore in Pisa und wurde bei Luigi Bianchi promoviert (Laurea). Er lehrte an der Scuola Normale Superiore und war von 1927 bis zu seiner Emeritierung 1958 Professor an der Universität Florenz. In den 1960er Jahren war er Vorsitzender des nationalen Komitees für Mathematik des Consiglio Nazionale delle Ricerche (CNR).
Er befasste sich mit Differentialgleichungen, Differentialgeometrie, Numerischer Mathematik und Orthogonalfunktionen.
Zu seinen Schülern zählen Enrico Magenes und Carlo Pucci.
Von 1952 bis 1958 war er Präsident der Unione Matematica Italiana. Während seiner Präsidentschaft wurde das Centro internazionale matematico estivo (CIME) gegründet. Er war Herausgeber der Annali di Matematica Pura e Applicata.
1978 wurde er Ehrenbürger von Florenz und im selben Jahr Ehrendoktor der Universität Florenz. Er war Mitglied der Accademia dei Lincei (1953) und erhielt 1942 den Mathematik-Preis der Accademia dei XL. 1962 wurde er zum assoziierten Mitglied der Académie royale des Sciences, des Lettres et des Beaux-Arts de Belgique gewählt.

## Schriften
- mit Johan Gerretsen: Lectures on the theory of functions of a complex variable, 2 Bände, Groningen: Noordhoff 1960, 1969 (italienisches Original:  Lezioni sulla teoria delle funzioni di una variabile complessa, 2 Bände 1947)
- Equazioni differenziali nel campo reale, 2 Bände, Bologna: Zanichelli 1948/49
- mit Roberto Conti: Lezioni di analisi matematica, 2 Bände, CEDAM 1962, 1969
- Orthogonal Functions, Interscience 1959, Dover 2004
- mit Roberto Conti: Equazioni differenziali non lineari, Rom: Edizione Cremonese 1956
- mit R. Reissig, Roberto Conti: Nichtlineare Differentialgleichungen höherer Ordnung, Rom: Edizione Cremonese 1969
- mit Reissig, Conti: Qualitative Theorie nichtlinearer Differentialgleichungen, Rom: Edizione Cremonese 1963